# Enoplognatha zapfeae
Enoplognatha zapfeae es una especie de araña araneomorfa del género Enoplognatha, familia Theridiidae. Fue descrita científicamente por Levi en 1962.
Habita en Chile.